# Contarinia kiefferi
Contarinia kiefferi är en tvåvingeart som först beskrevs av Schlechtendahl 1891.  Contarinia kiefferi ingår i släktet Contarinia och familjen gallmyggor. Inga underarter finns listade i Catalogue of Life.